# The Zombie Survival Guide
The Zombie Survival Guide är titeln på en bok skriven av Max Brooks år 2003. Boken är skriven som en handbok med råd och tips till den som vill överleva ett zombie-utbrott. Boken finns även i en serieversion som gavs ut av förlaget Random House. Boken har fått en uppföljare på samma tema som heter World War Z.